# L'Homme de gingembre
L'Homme de gingembre (titre original : The Ginger Man) est un roman de l'écrivain américain J. P. Donleavy paru en 1955 chez Olympia Press (Paris).
Interdit de diffusion aux États-Unis pour obscénité, une édition expurgée paraît à Londres en 1956 puis à New York en 1958 : la version intégrale n'est autorisée qu'en 1965. 
L'ouvrage est traduit en français par Suzanne V. Mayoux en 1968 aux éditions Denoël dans la collection dirigée par Maurice Nadeau.
Traduit en plus de vingt langues, le roman s'est vendu à 50 millions d’exemplaires dans le monde. 
Il figure dans la liste des cent meilleurs romans de langue anglaise du XXe siècle établie par la Modern Library en 1998.

## Résumé
À la fin des années 1940, Sebastian Dangerfield, étudiant en droit au Trinity College, vit à Dublin avec sa femme et sa petite fille.  En dépit de cette apparente vie rangée, il multiplie les rencontres sexuelles et mène une existence débridée et bohème où s'impose la surenchère rabelaisienne.
Le roman nous livre une aventure picaresque où réalité et fantasme s'enchevêtrent, où sexe et violence se rondent, ou pornographie, scatologie et vulgarité finissent par donner è l'œuvre une stature tonitruante et un comique de démesure. 